# Guido Spork
Guido Spork (* 3. Januar 1975 in Berlin) ist ein deutscher Fußballspieler.

## Karriereverlauf
Spork begann in seiner Heimatstadt Berlin bei den Reinickendorfer Füchsen mit dem Fußballspielen, ehe er zur Jugend des 1. FC Lübars und von dort 1994 zum BFC Alemannia 90 Wacker wechselte. 1997 startete er seine Profikarriere beim damaligen Zweitligisten SV Meppen. Im Jahre 2000 ging er schließlich zum VfL Osnabrück, wo er den Aufstieg in die zweite Bundesliga feiern konnte (nach zwei knappen Relegationsspielen gegen seinen späteren Verein 1. FC Union Berlin).
Zunächst verließ er Osnabrück, um bei Hannover 96 einen Vertrag zu unterschrieben. Nach nur zwei Monaten kam er jedoch zum VfL zurück, da er in Hannover keine Spielpraxis erhielt. Mit Osnabrück konnte Spork sich nur eine Saison in der zweiten Liga halten und stieg 2001 wieder in die Regionalliga ab. 2003 schaffte das Team aber den Wiederaufstieg, belegte in der Folgesaison jedoch nur den 18. (und damit letzten) Tabellenplatz, woraufhin Spork zum SC Paderborn 07 weiterzog. Auch mit den Paderbornern konnte Spork den Aufstieg in die zweite Bundesliga feiern. In der darauffolgenden Saison konnte er sich jedoch nicht durchsetzen, daher wechselte Spork nach der Hinrunde in seine Heimatstadt zum damaligen Oberligisten 1. FC Union.
Mit den „Eisernen“ gelang Spork 2006 der Aufstieg in die Regionalliga Nord sowie der Sieg im Berliner Landespokal. Nach einer durchwachsenen Folgesaison stand Union 2008 sogar kurz vor dem Aufstieg in die zweite Liga, verpasste diesen jedoch knapp. Spork selbst fiel in der Saison durch Undiszipliniertheiten auf und wurde daher vom Trainer Uwe Neuhaus kurzzeitig aus dem Kader gestrichen. Als Resultat dessen erhielt er in der Sommerpause 2008 vom Verein die Freigabe für einen Wechsel, obwohl sein Vertrag noch bis 2009 lief. Anfang August unterschrieb Spork einen Vertrag beim BFC Dynamo. Auch bei seinem neuen Arbeitgeber sorgte Spork für negative Schlagzeilen, als er im März 2009 in einer Diskothek in eine Schlägerei verwickelt wurde und eine Anzeige wegen Körperverletzung bekam. Der BFC suspendierte ihn daraufhin kurzzeitig vom Spielbetrieb.
Nach dem Ende der Saison 2009/2010 und dem erneut verpassten Aufstieg in die Regionalliga verließ Spork den BFC und schloss sich dem Brandenburger SC Süd 05 an. Nach einer Saison wechselte er zum 1. FC Lok Stendal, wo mit Volkan Uluc sein Ex-Trainer beim BFC die Mannschaft leitete. Von 2012 bis 2014 spielte Spork zuletzt in der Berlin-Liga für Hertha Zehlendorf.

## Erfolge
Spork konnte insgesamt dreimal den Aufstieg in die 2. Fußball-Bundesliga erreichen (zweimal mit dem VfL Osnabrück, einmal mit dem SC Paderborn 07). Zudem gelang ihm mit dem 1. FC Union Berlin der Aufstieg aus der Oberliga Nordost-Nord in die Regionalliga Nord.
Für den SV Meppen und Osnabrück bestritt er insgesamt 58 Zweitligaspiele (18 für Meppen, 40 für Osnabrück) und konnte dabei ein Tor erzielen (für Osnabrück).